# شعله (اینترنت)
شعله کشیدن (انگلیسی: Flaming) برهم‌کنشی خصومت‌آمیز و توهین‌آمیز بین کاربران اینترنت است که غالباً همراه با دشنام‌گویی است.
شعله کشیدن معمولاً در زمینهٔ اجتماعی تالارهای گفتگو، آی‌آرسی، با ایمیل، در سرورهای بازی مثل ایکس‌باکس لایو یا شبکه پلی‌استیشن، و سایت‌های اشتراک‌گذاری ویدئو رخ می‌دهد. غالباً در نتیجهٔ مباحثات موضوعات داغ جهان واقعی مثل سیاست، دین، و فلسفه، یا مسایلی که خرده جمعیت‌ها را دوقطبی می‌کند رخ می‌دهد ولی تفاوت‌های ظاهراً جزئی می‌تواند آن را ایجاد کند.
شعله برانگیزی عمدی، بر خلاف شعله کشیدن در نتیجهٔ مباحثات احساسی، توسط افرادی که به عنوان شعله‌برانگیز شناخته می‌شوند به وجود می‌آید که انگیزهٔ خاصی برای تحریک شعله‌ها دارند. این کاربران متخصص برانگیختن شعله و هدف‌گیری جنبه‌های خاصی از مکالمات مجادله برانگیزند.